# National Soccer Stadium (Samoa)
Das National Soccer Stadium ist ein Stadion in Apia, Samoa. Die samoanische Fußballnationalmannschaft trägt dort zuweilen Spiele aus. Das Stadion ist Teil des Apia Parks. Darin befinden sich neben dem Stadion mit Fußballfeld und Leichtathletiklaufbahn weitere Sportanlagen wie Tennisplätze und die Pferderennbahn.
Als Kapazität werden mal 3500, mal 15.000 Zuschauerplätze genannt.